# Полярний музей
Полярний музей (норв. Polarmuseet) — музей у Тромсе (Норвегія), який зберігає та поширює історії, пов'язані з норвезьким побутом, арктичною наукою та полярними експедиціями. 
Музей відкрився 18 червня 1978 року, рівно через 50 років після того, як Руаль Амундсен вирушив у свою останню і доленосну подорож на гідролітаку "Латам". Музей розташований в одному з найстаріших будинків Тромсе початку 1800-х років, дерев'яних будівлях, в яких раніше розміщувалися митний склад і митні кіоски. Будівлі 1840-х років захищені Ріксантіквареном. 
Тромсе зарекомендував себе як ворота до Північного Льодовитого океану приблизно з 1850 року. Місто швидко стало центральною базою для полярних експедицій у галузі риболовлі, науки та пригод/туризму. Полярний музей розповідає історії, пов'язані з цією частиною міської та арктичної історії Тромсе.
У 2013 році CNN склав список 10 найкращих міст світу для зимового відпочинку, включаючи Тромсе. CNN писав: "Є кілька захоплюючих музеїв, серед яких Полярний музей, що дає уявлення про попередні арктичні експедиції.

### Будівля

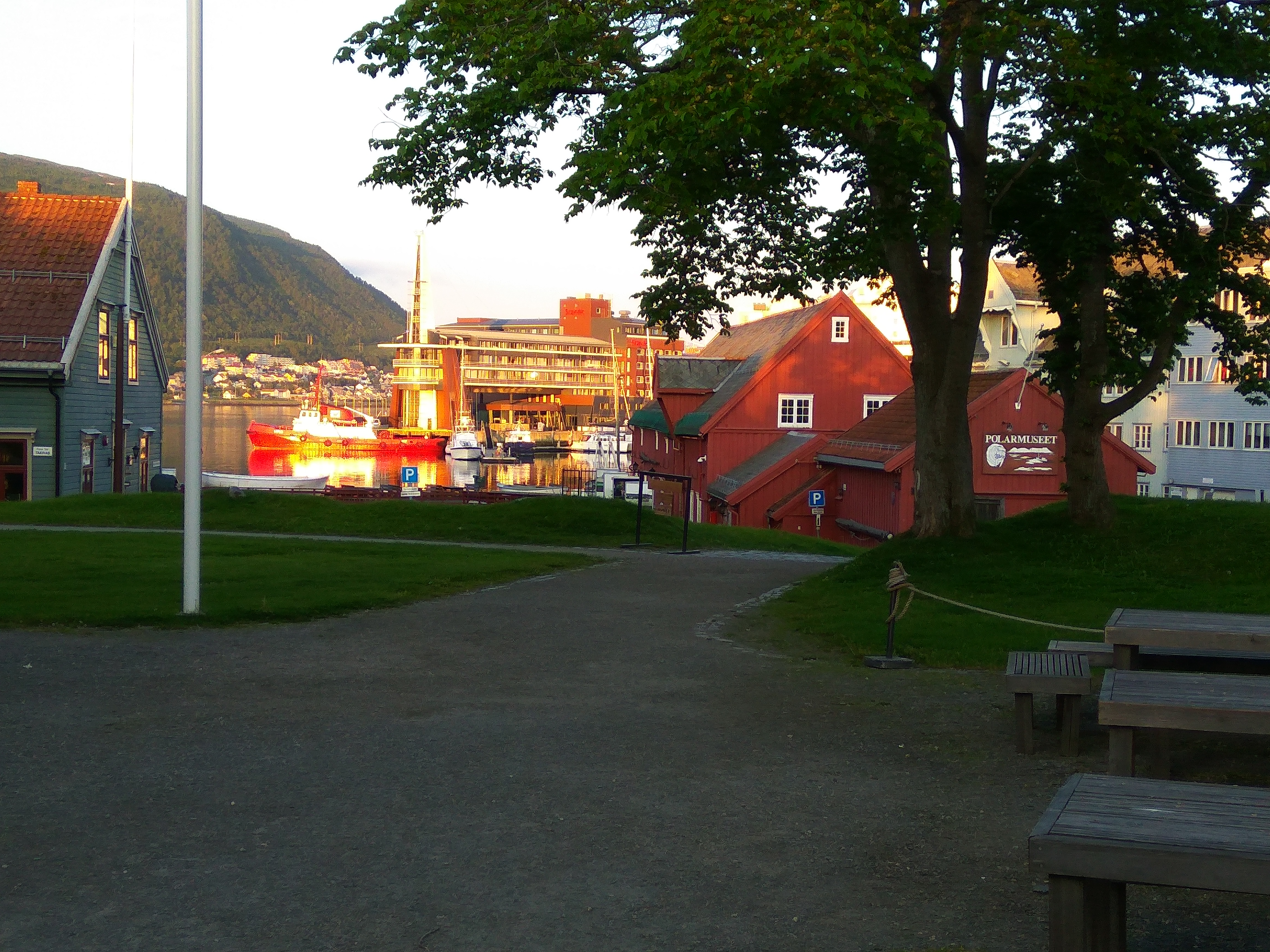
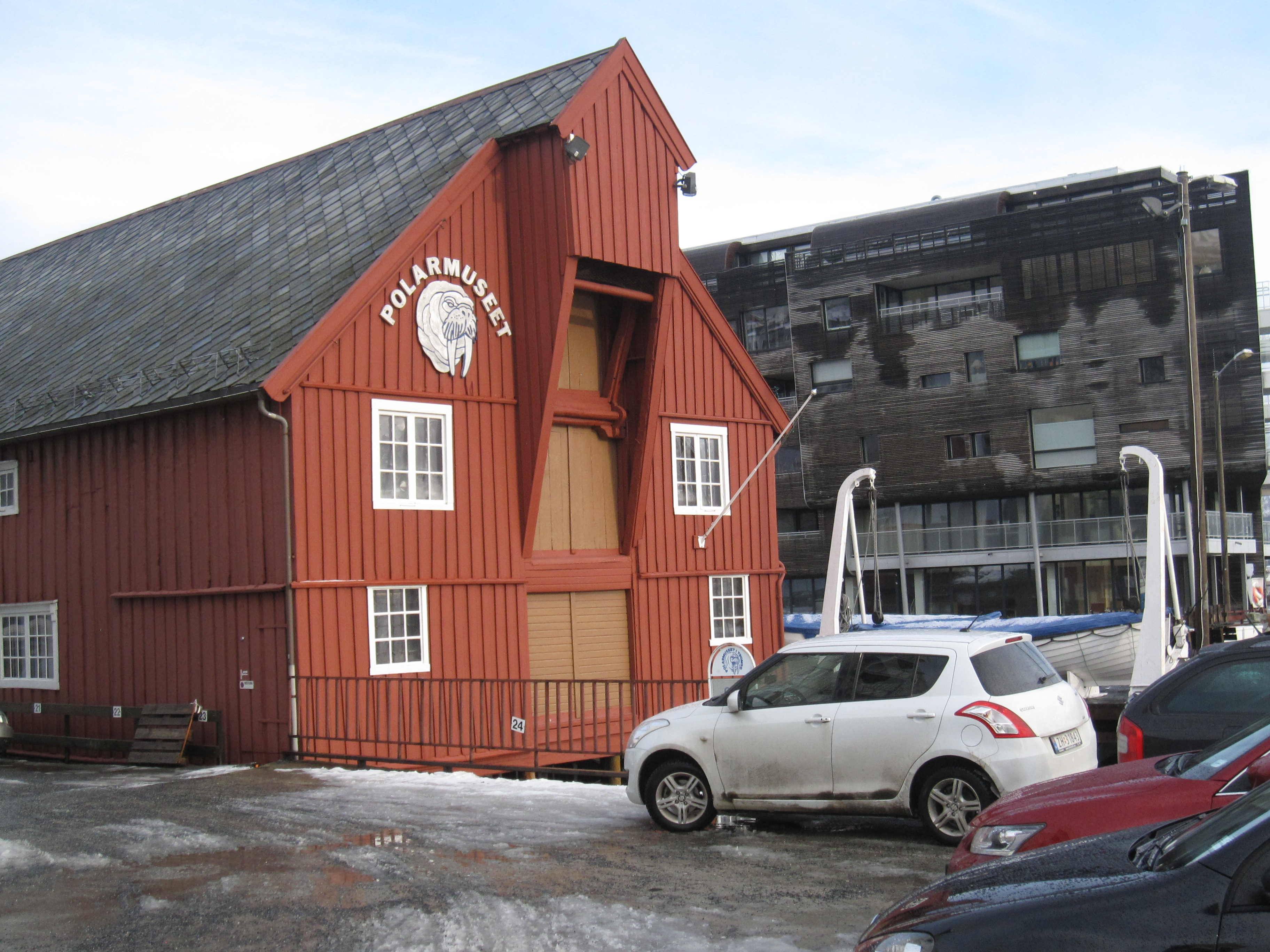
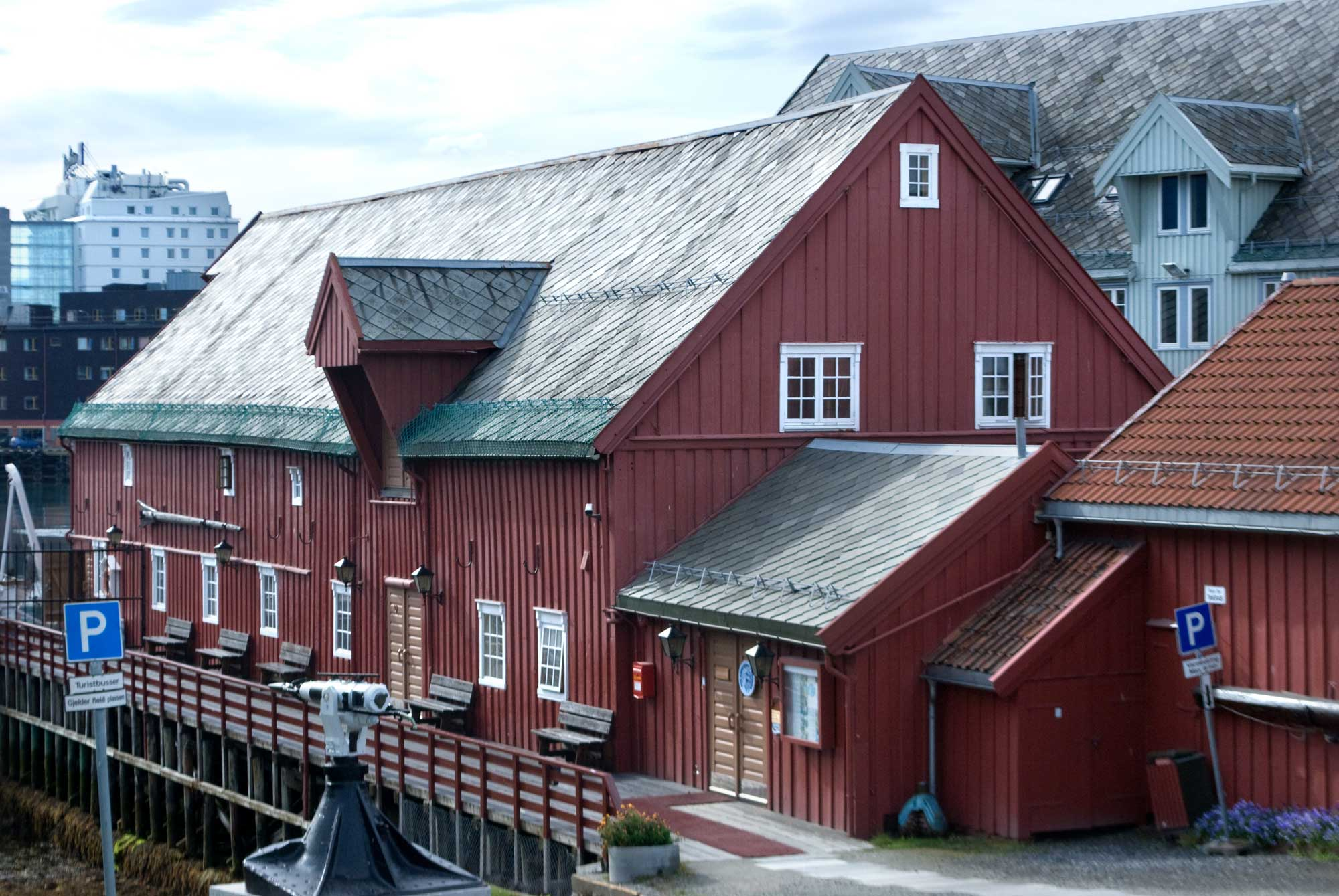
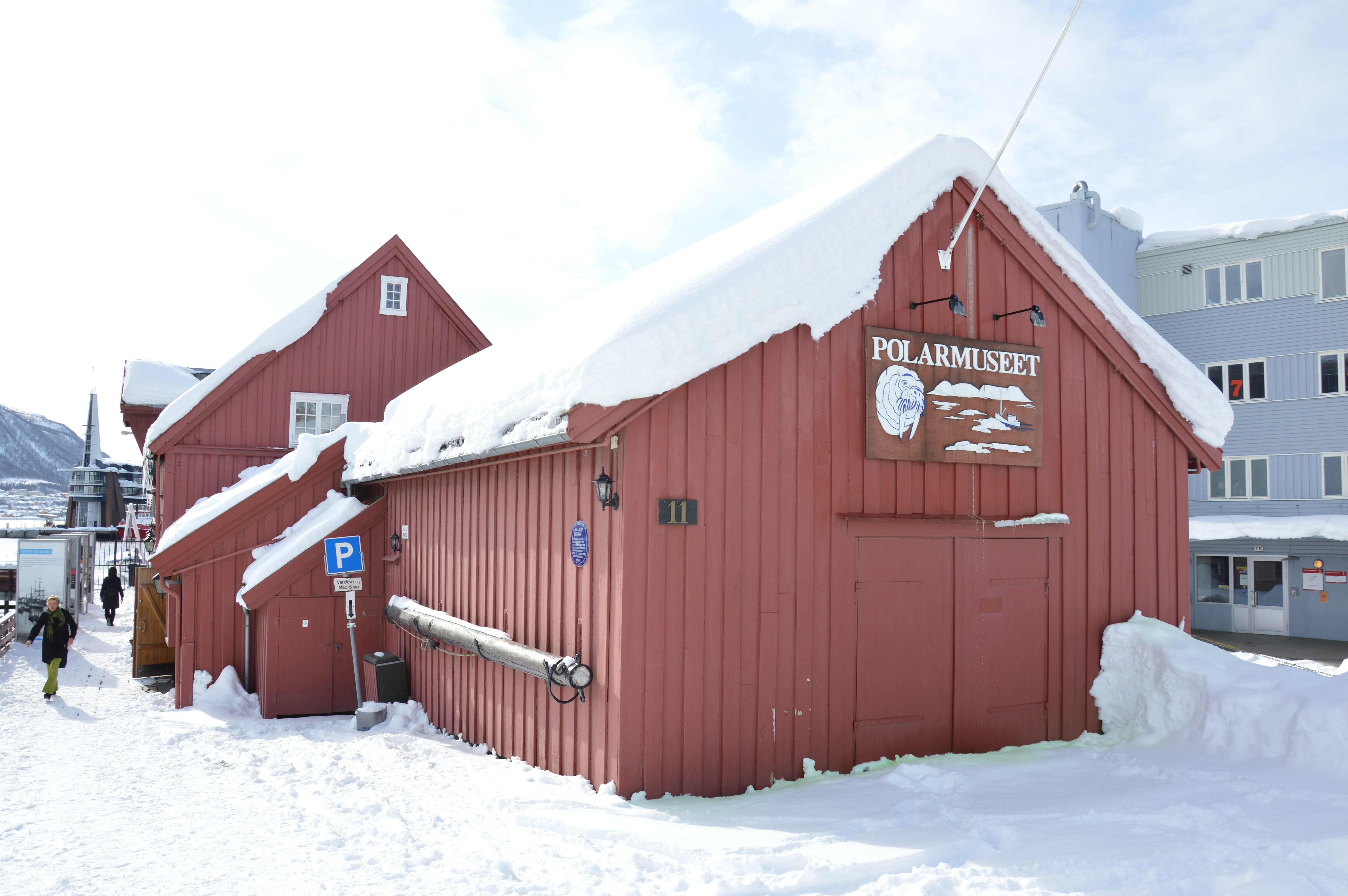
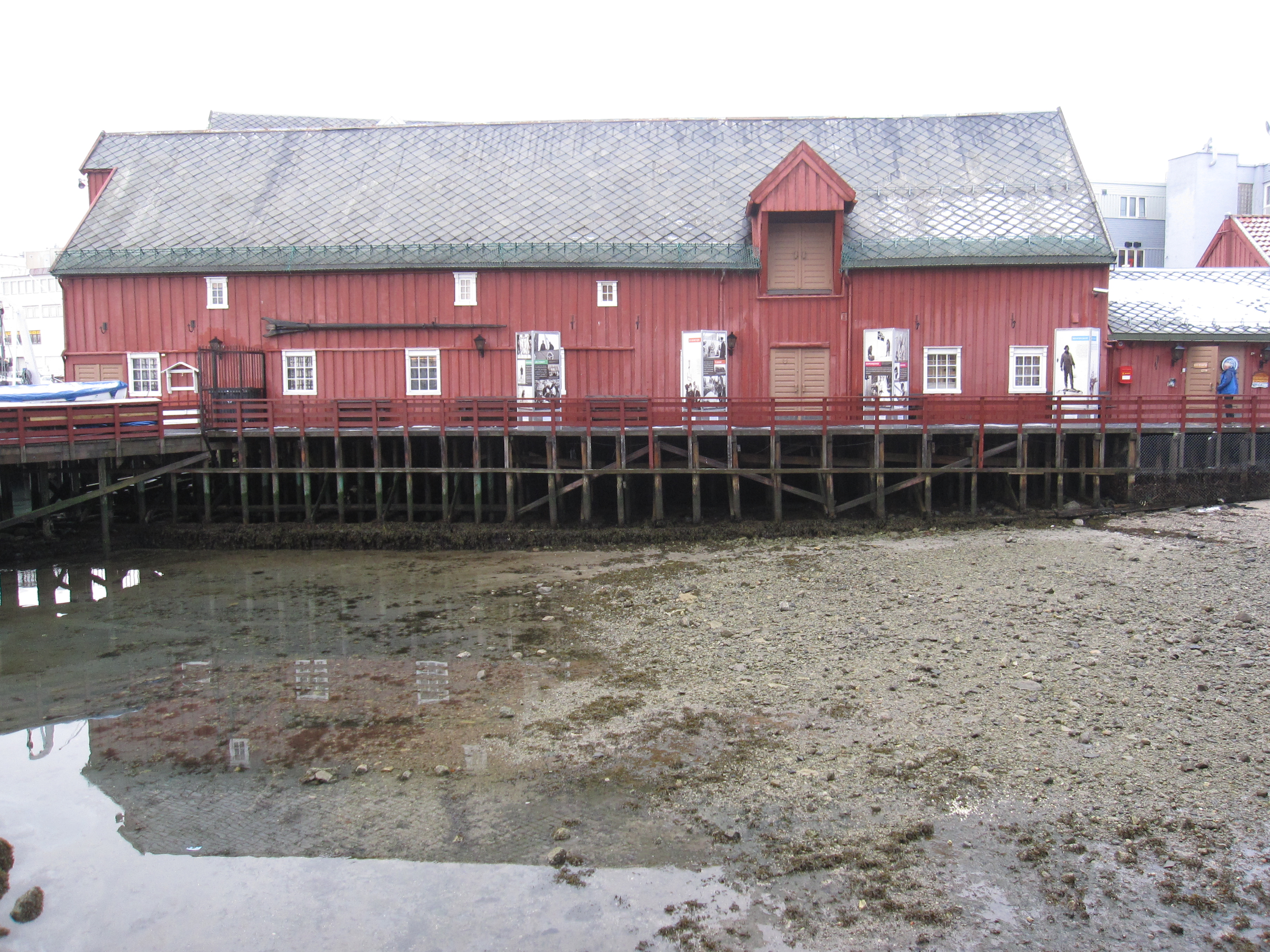
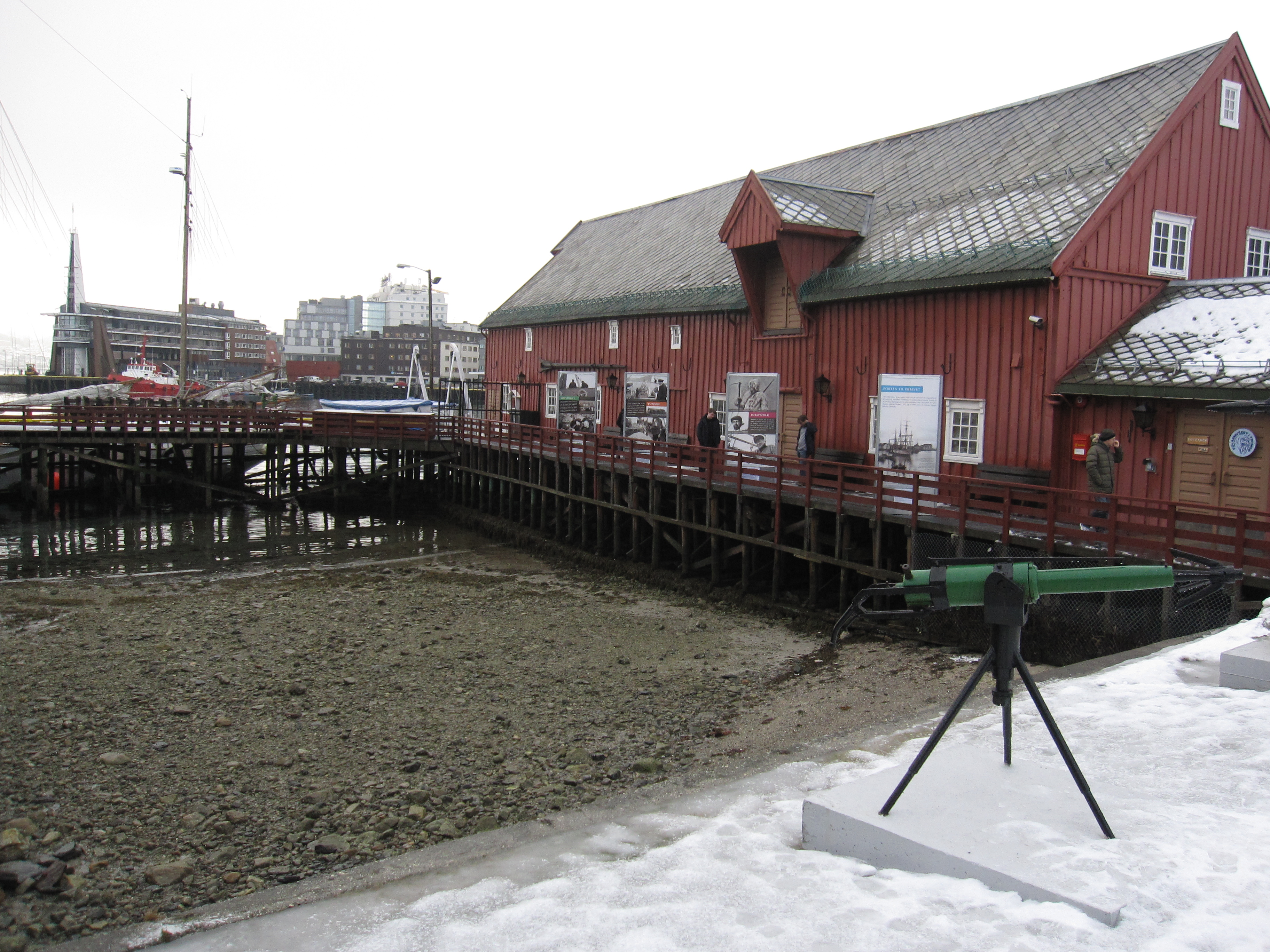

### Експонати

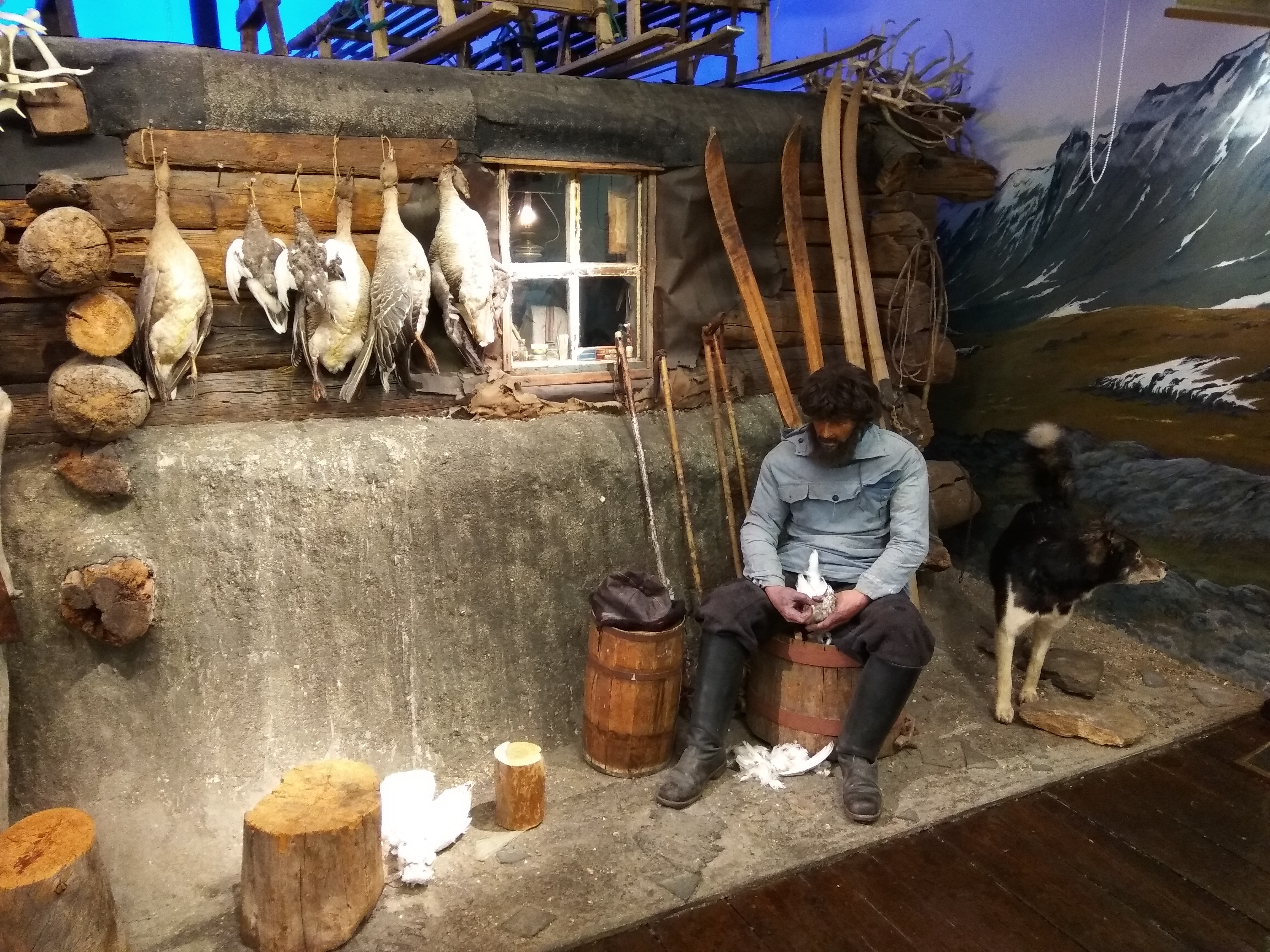
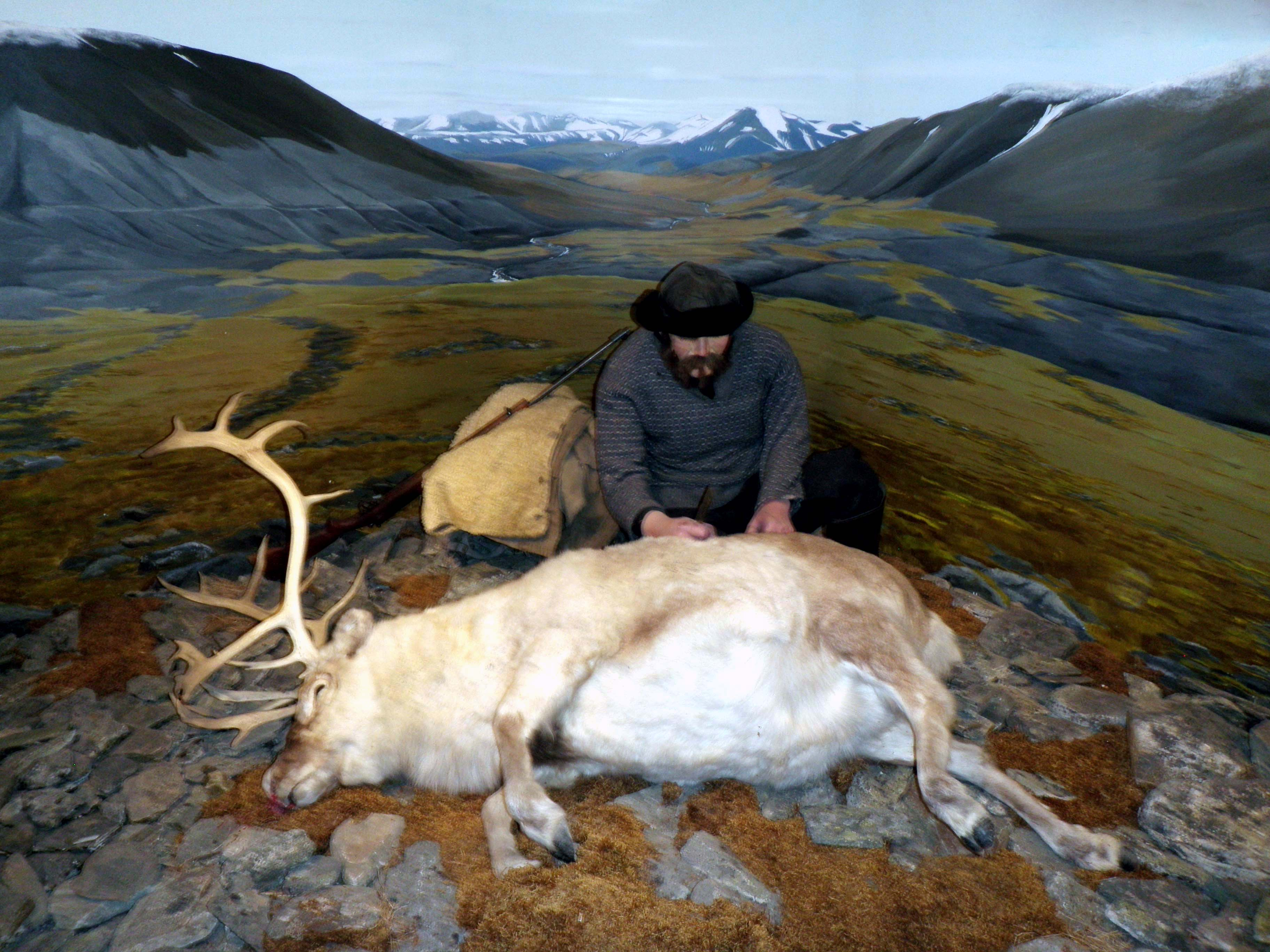
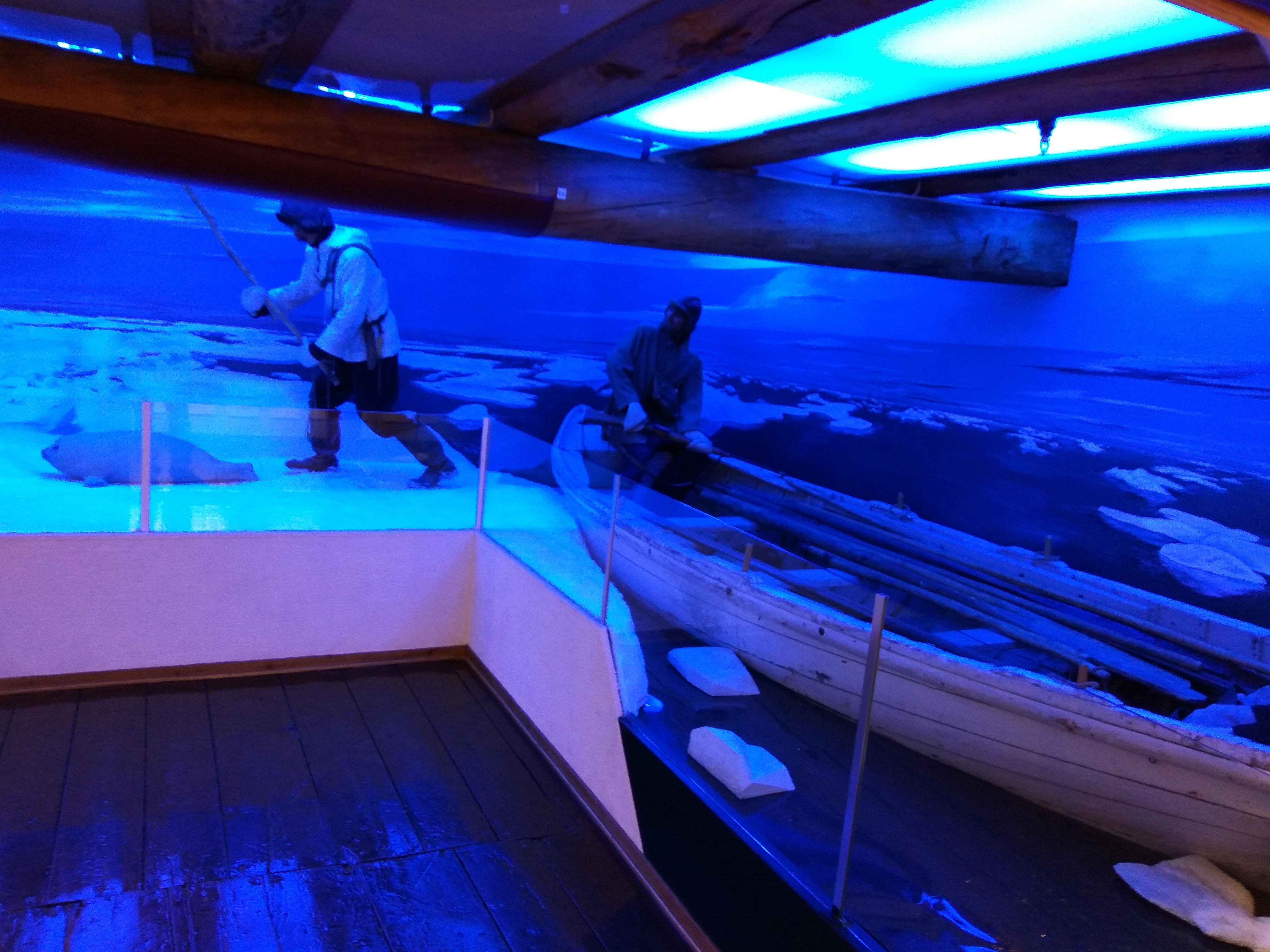
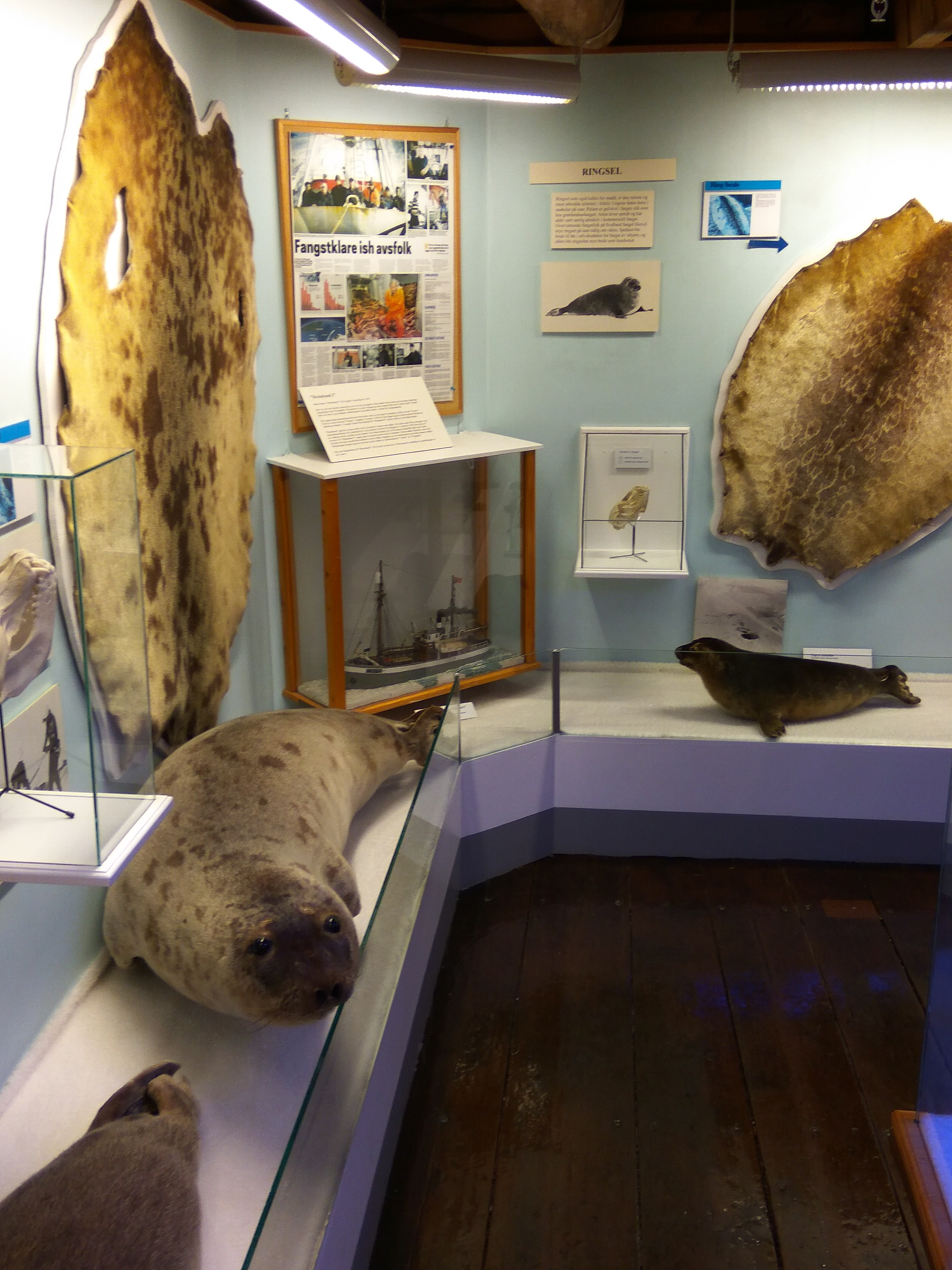
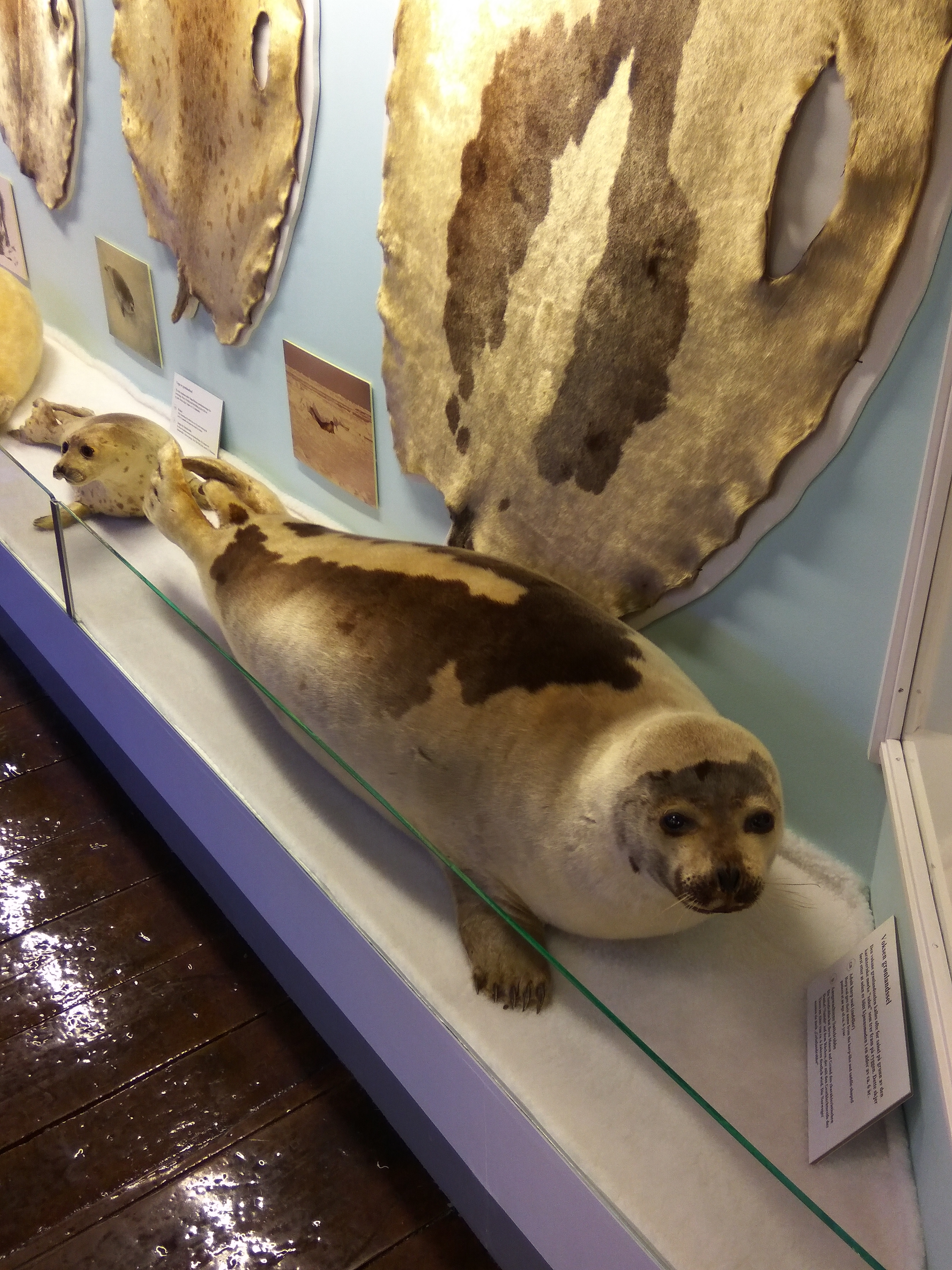
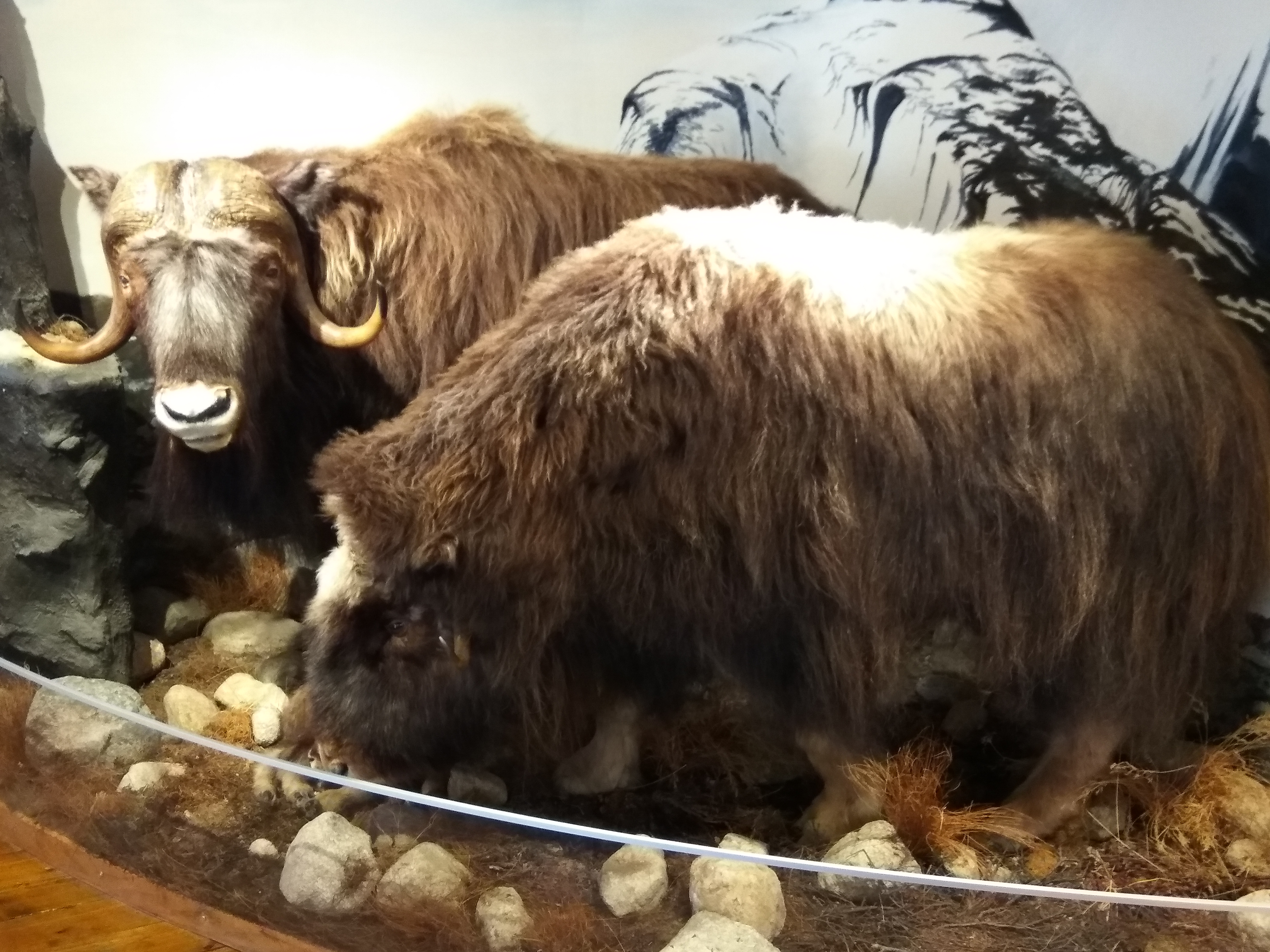
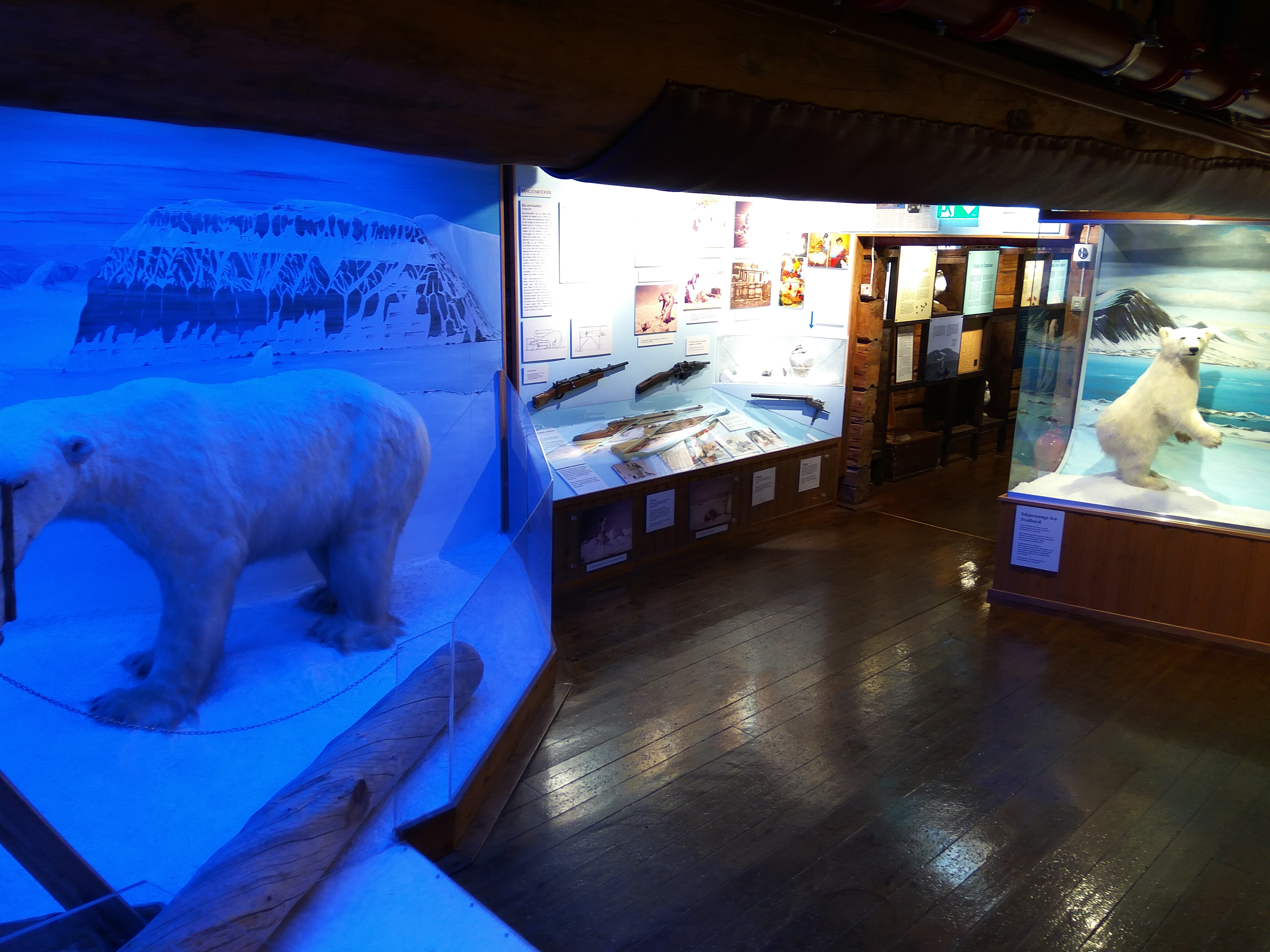
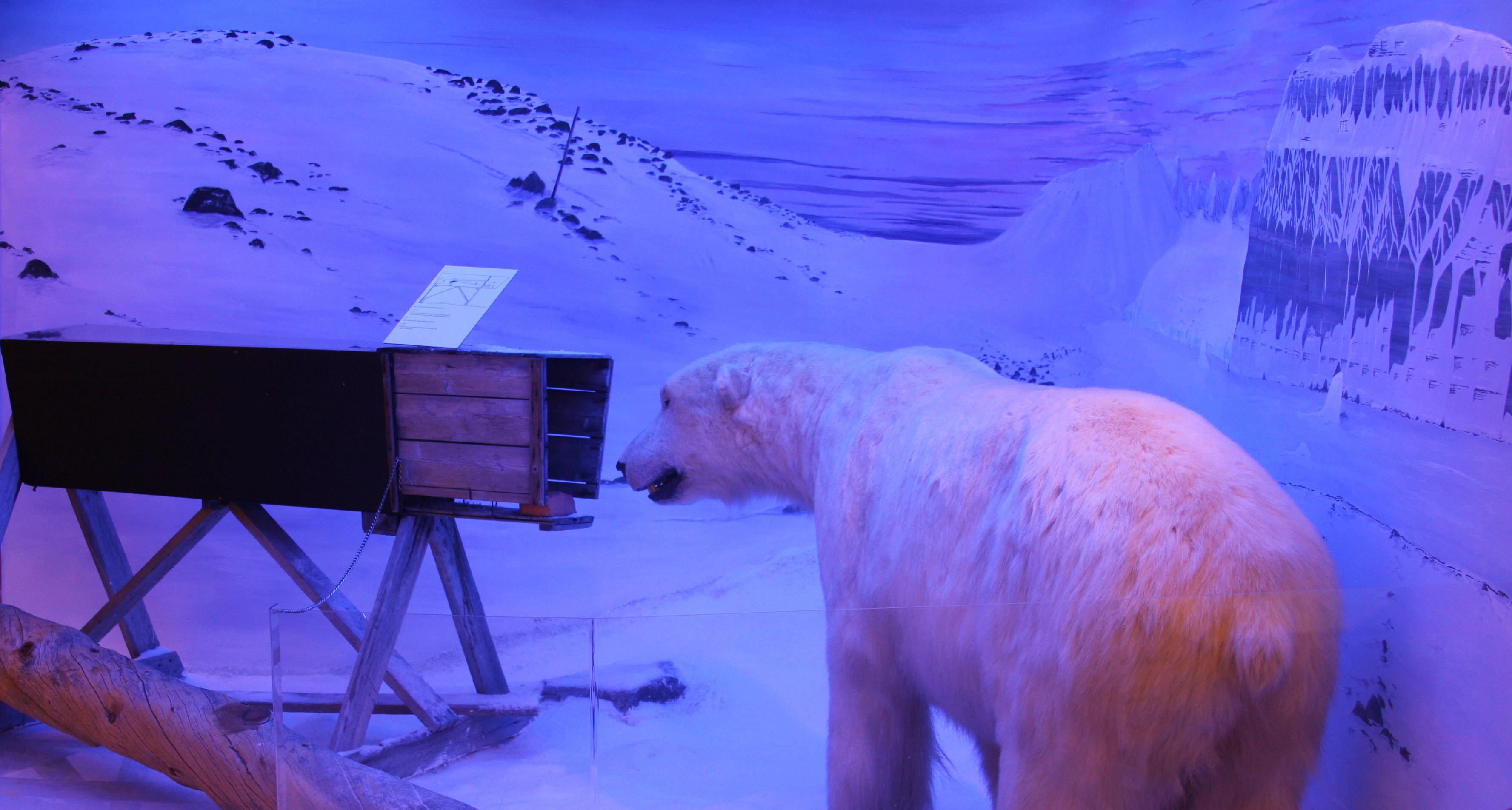
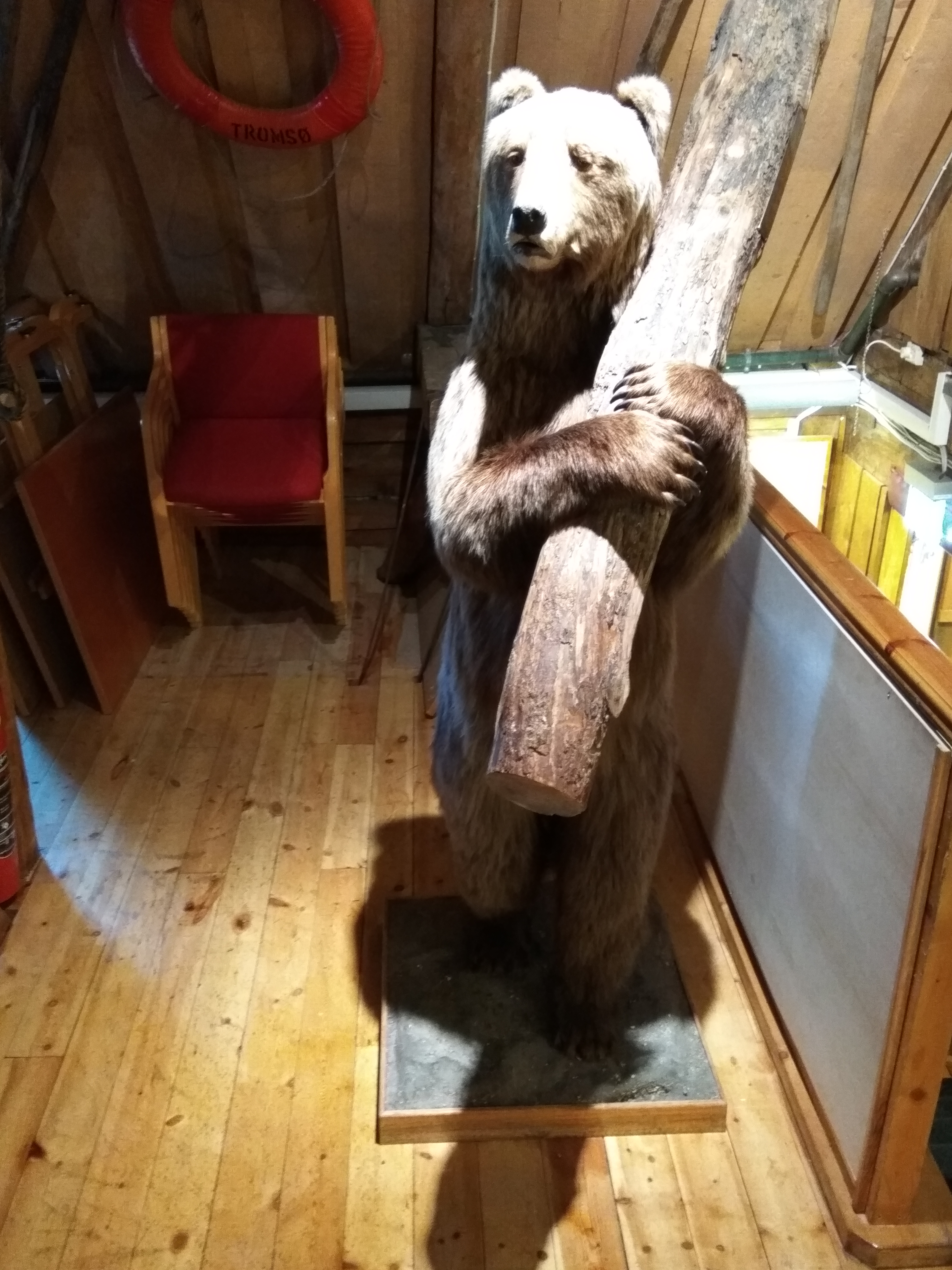
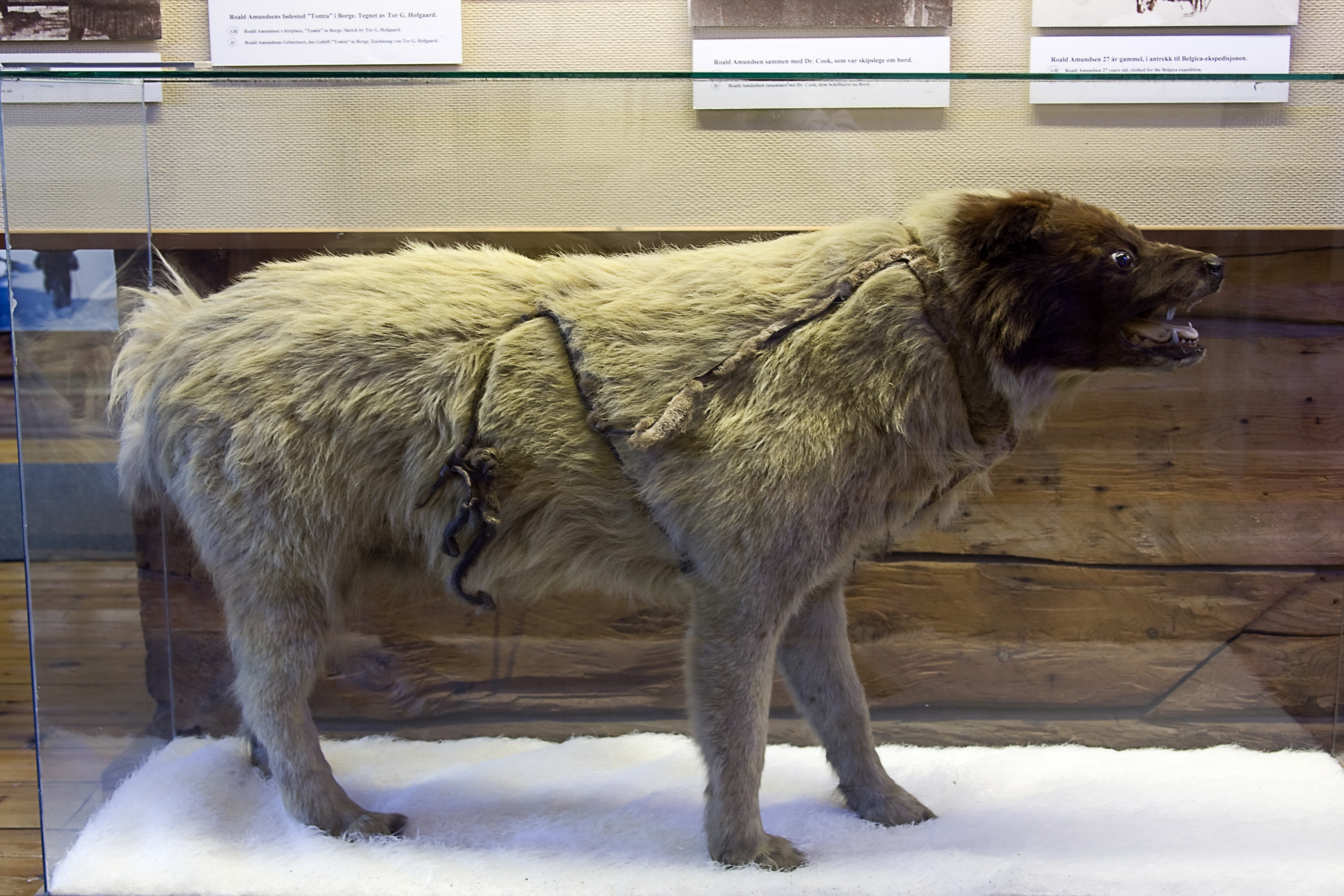
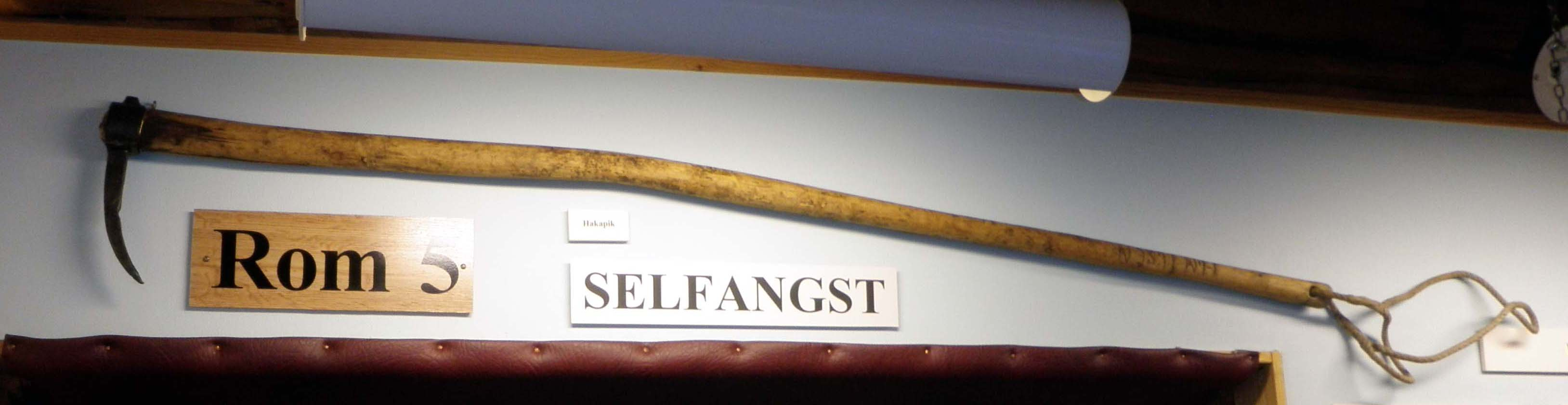
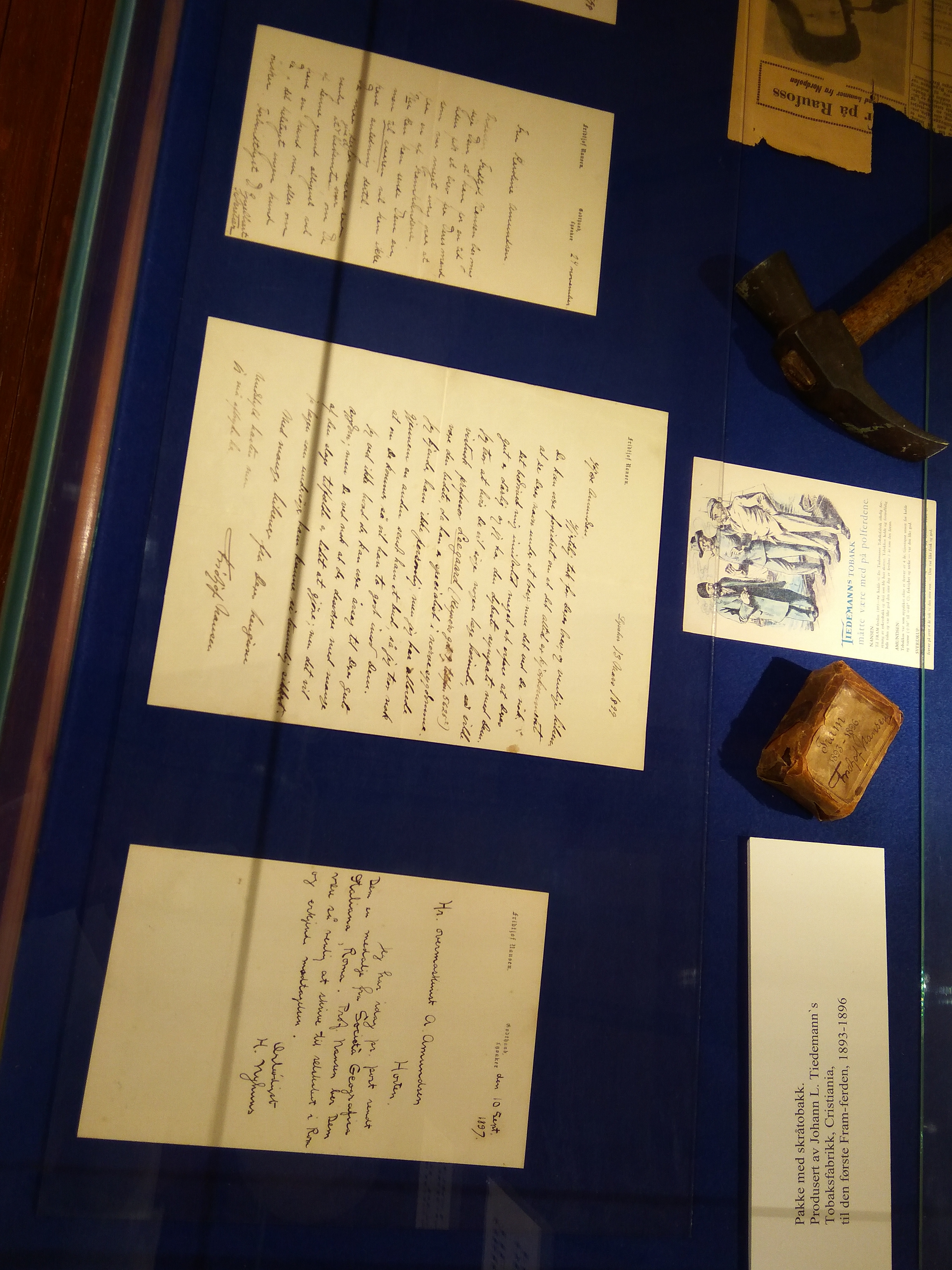

## Зовнішні посилання
- Сторінка музею
- Tromsø Museum - Universitetsmuseets hjemmeside